# Hystrichopsylla nicolai
Hystrichopsylla nicolai är en loppart som beskrevs av Scalon 1935. Hystrichopsylla nicolai ingår i släktet Hystrichopsylla och familjen mullvadsloppor. Inga underarter finns listade i Catalogue of Life.